# Gora Belka
Gora Belka (Transkription von russisch Гора Белка) ist ein Nunatak im ostantarktischen Königin-Maud-Land. Er ragt im Otto-von-Gruber-Gebirge des Wohlthatmassivs auf.
Russische Wissenschaftler benannten ihn. Der weitere Benennungshintergrund ist nicht hinterlegt.